# Maskroskaffe

Skördade maskrosrötter. Varje växt har en pålrot

Maskroskaffe (även maskroste) är en dekokt eller ett örtte, samt kaffesurrogat, som görs på rötterna från maskrosen. De rostade maskrosrötterna ger en dryck som liknar kaffe i både utseende och smak.

## Historia
Det äldsta kända omnämnandet av maskroskaffe var 1886 i den amerikanska tidskriften Harper's New Monthly Magazine. 1919 nämndes maskrosrötterna som ett billigt alternativ till kaffebönor för att göra kaffe. Plantan har klassats som ätbar åtminstone sedan 1970-talet.

## Beredning

### Skörd

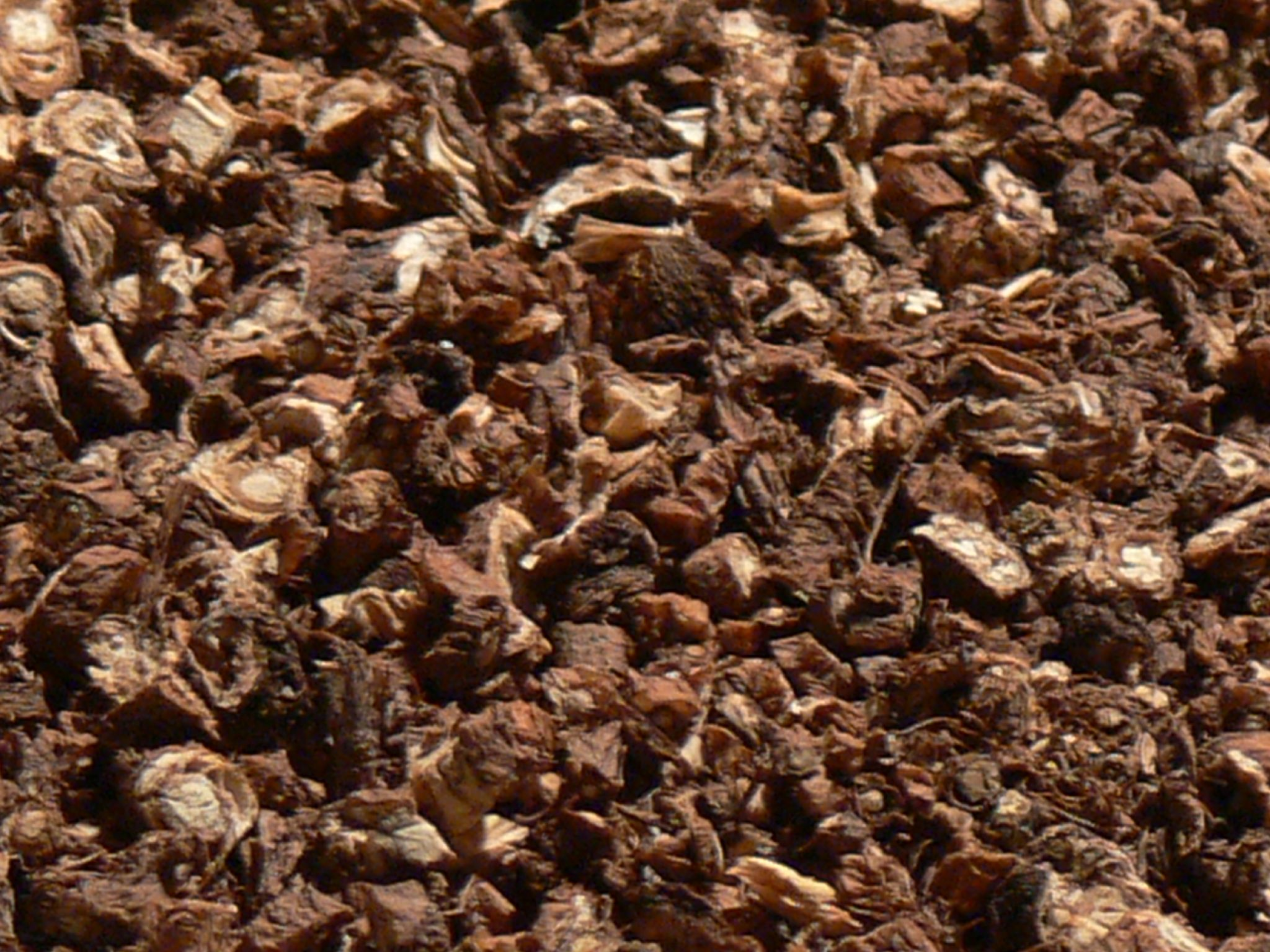
Rostade maskrosrötter färdiga att laga kaffe med.

Skörd av maskrosrötter kräver att man skiljer på 'äkta' maskrosor från andra gula tusenskönsliknande blommor såsom rotfibbla och andra fibblor. Äkta maskrosor har en bladrosett utefter marken bestående av djuptandade blad och ihåliga stråliknande stjälkar. Stora plantor som är tre till fyra år gamla, med pålrötter runt 1 ½ centimeter i diameter, skördas till maskroskaffe. Pålrötterna liknar till utseendet bleka morötter.

### Tillredning
Efter skörden torkas, hackas och rostas rötterna. Därefter mals de till granulat som får dra i kokande vatten, varefter maskroskaffet är klart.

## Fördelar
Maskroskaffe sägs vara bra för levern. Ett bittert medel som görs på rötterna används som ett laxermedel.